# Abrar Hussain Abrar Hussain
Abrar Hussain (9 de febrero de 1961 - 16 de junio de 2011) fue un boxeador de Pakistán. Compitió en los Juegos Olímpicos de 1984, 1988 y 1992. Fue asesinado a tiros en su ciudad natal de Quetta, Pakistán, por dos pistoleros en una motocicleta. Pertenecía a la secta musulmana de Chiismo, y su muerte fue supuestamente inspirada por el sectarismo.